# Ala 14
L'Ala 14 (in italiano: 14º Stormo) è uno stormo da interdizione dell'Ejército del Aire y del Espacio, costituito a Los Llanos (Albacete) nel 1974.
Lo stormo è uno delle due unità dell'aeronautica spagnola ad essere equipaggiata con l'Eurofighter Typhoon, l'altrà è l'Ala 11.
Dipendente dal Mando Aéreo de Combate, dispone di due squadroni con missioni differenziate: Escuadrón 141 e Escuadrón 142. L'unità partecipa attivamente a missioni internazionali.

## Storia
Nel marzo 1974, grazie alla sua posizione geostrategica all'interno della penisola iberica, che le permetteva di affrontare qualsiasi minaccia proveniente dal Maghreb, la base aerea di Los Llanos iniziò ad essere dedicata all'aviazione da combattimento dopo essere stata dedicata ai bombardieri e ai trasporti negli anni precedenti. Venne creata così l'Ala 14, ovvero il 14º Stormo, al quale furono assegnati i nuovi Mirage F1 acquistati dall'Ejército del Aire, ricevendone i primi esemplari il 18 giugno 1975. Con l'arrivo dei primi caccia intercettori francesi fu creato l'escuadrón 141 e, con il progressivo arrivo di più aerei, l'escuadrón 142 fu creato il 1 aprile 1980.
Con l'arrivo del nuovo velivolo, la base aerea di Los Llanos necessitava di una trasformazione, furono create nuove strutture e servizi necessari, e la pista di atterraggio dovette essere estesa fino agli attuali 2.700 metri di lunghezza.
Nel 1983 i MiG-25 algerini effettuarono missioni di ricognizione sulla costa della Spagna meridionale. Gli aerei algerini volavano a 2900 km/h mentre i Mirage spagnoli, inviati contro di loro, generalmente non riuscivano ad intercettarli.
Un totale di 48 velivoli monoposto e 4 biposto vennero portati allo standard Mirage F1M tra il 1997 e la fine del 2000, con lo stormo che centralizzò le operazioni. Nel 1999, l'Ala 14 assorbì uno squadrone che operava a Manises (Valencia).

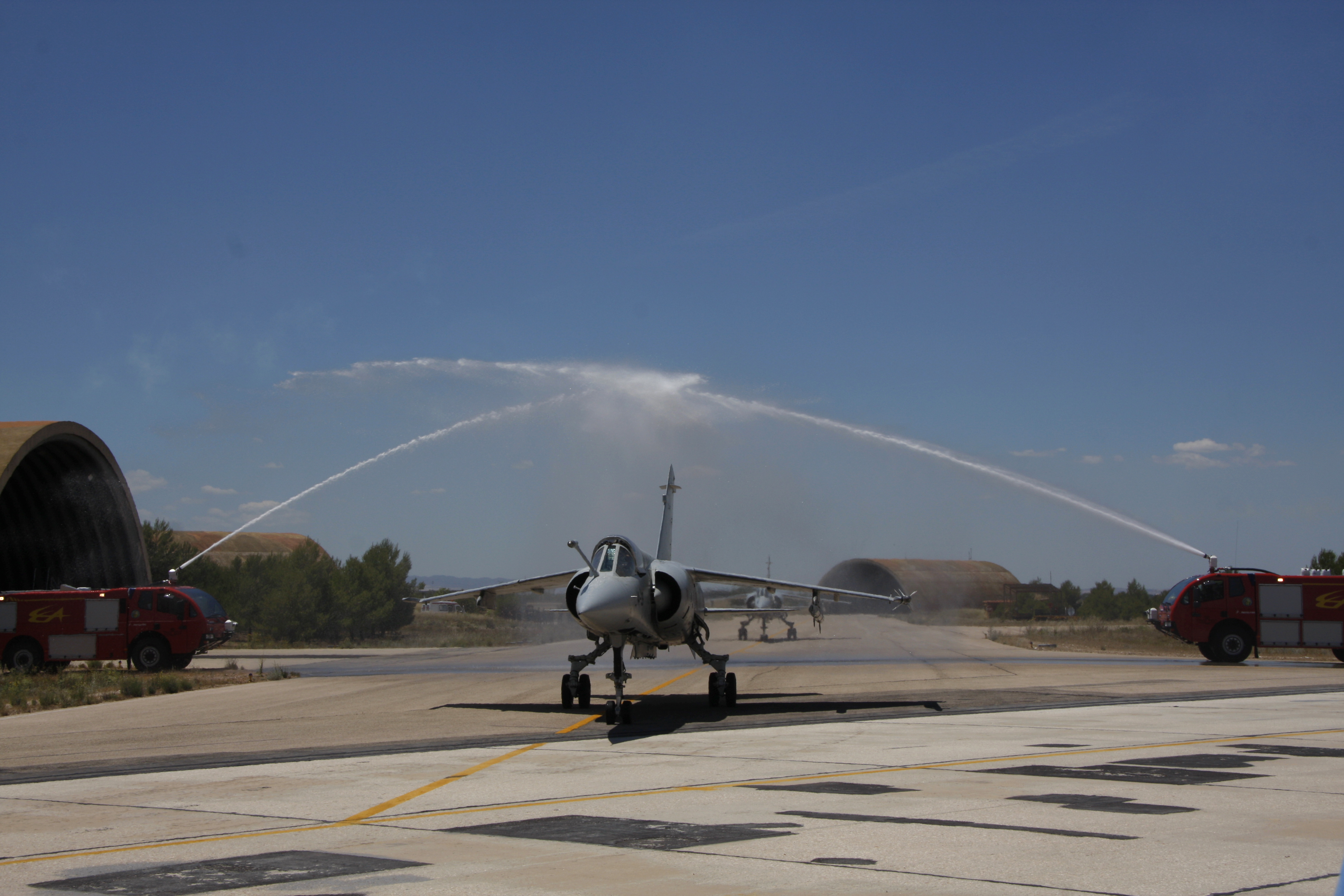
Cerimonia d'addio del Mirage F1, giugno 2013.

Nel 2002 lo stormo partecipò all'esercitazione Cope Thunder, in Alaska, negli Stati Uniti. Nel 2006 i Mirage F1 dell'Ala 14 vennero schierati nella base aerea di Šiauliai, in Lituania, svolgendo missioni di difesa e controllo dello spazio aereo, sotto il comando della NATO.
Nel 2013, l'Eurofighter sostituì gradualmente il Mirage F1M, facendo inizialmente parte dello Escuadrón 142 e iniziando ad operare dalla base aerea di Los Llanos.
Nel 2021, un contingente di 130 soldati del 14º Stormo partì per la Lituania in missione internazionale per svolgere funzioni di missioni di difesa e controllo dello spazio aereo nei paesi baltici per un periodo di quattro mesi.

## Caratteristiche

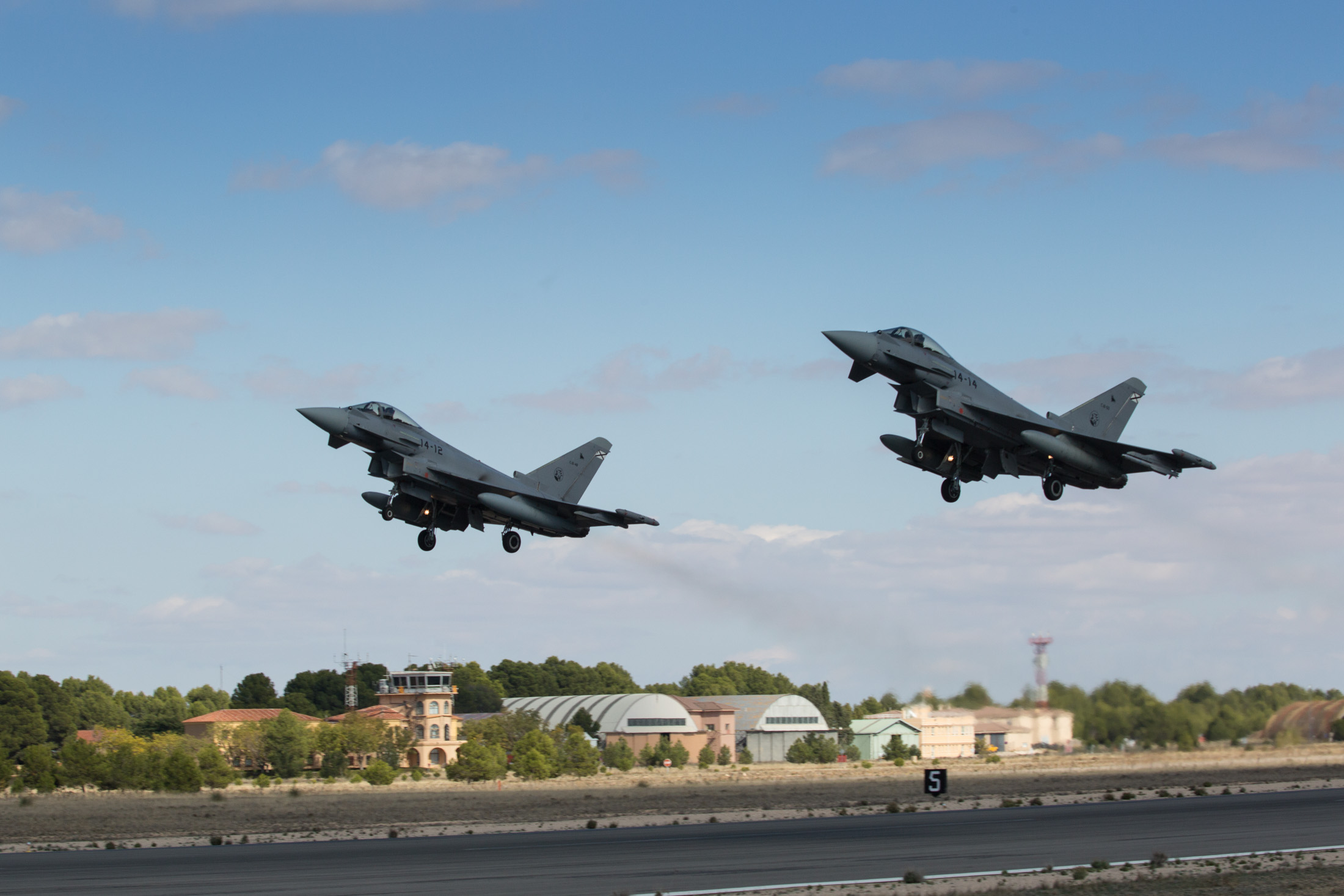
Due Eurofighter dell'aeronautica spagnola decollano dalla base aerea di Los Llanos, ottobre 2015.

Il 14º Stormo è alle dipendenze operative del Mando Aéreo de Combate e dell'organico del Mando Aéreo General dell'Ejército del Aire. Attualmente è equipaggiato con i moderni aerei da combattimento Eurofighter Typhoon, la sua funzione principale è quella di effettuare missioni aeree.
La flotta degli Eurofighter dello stormo è composta da 31 velivoli distribuiti tra i suoi due squadroni. Mantiene due caccia in costante allerta 24 ore su 24, 7 giorni su 7, pronti a decollare in 5 minuti se si dovesse verificare qualsiasi eventualità.
Il 14º Stormo, con le sue 200.000 ore di volo sul vecchio Mirage F1, è l'unità da combattimento più operativa con lo stesso sistema d'arma all'interno dell'Ejército del Aire. Si tratta di un totale di 260.000 ore volate dai Mirage spagnoli, sommando quelle effettuate nell'Ala 46 e nell'Ala 11.

## Squadroni

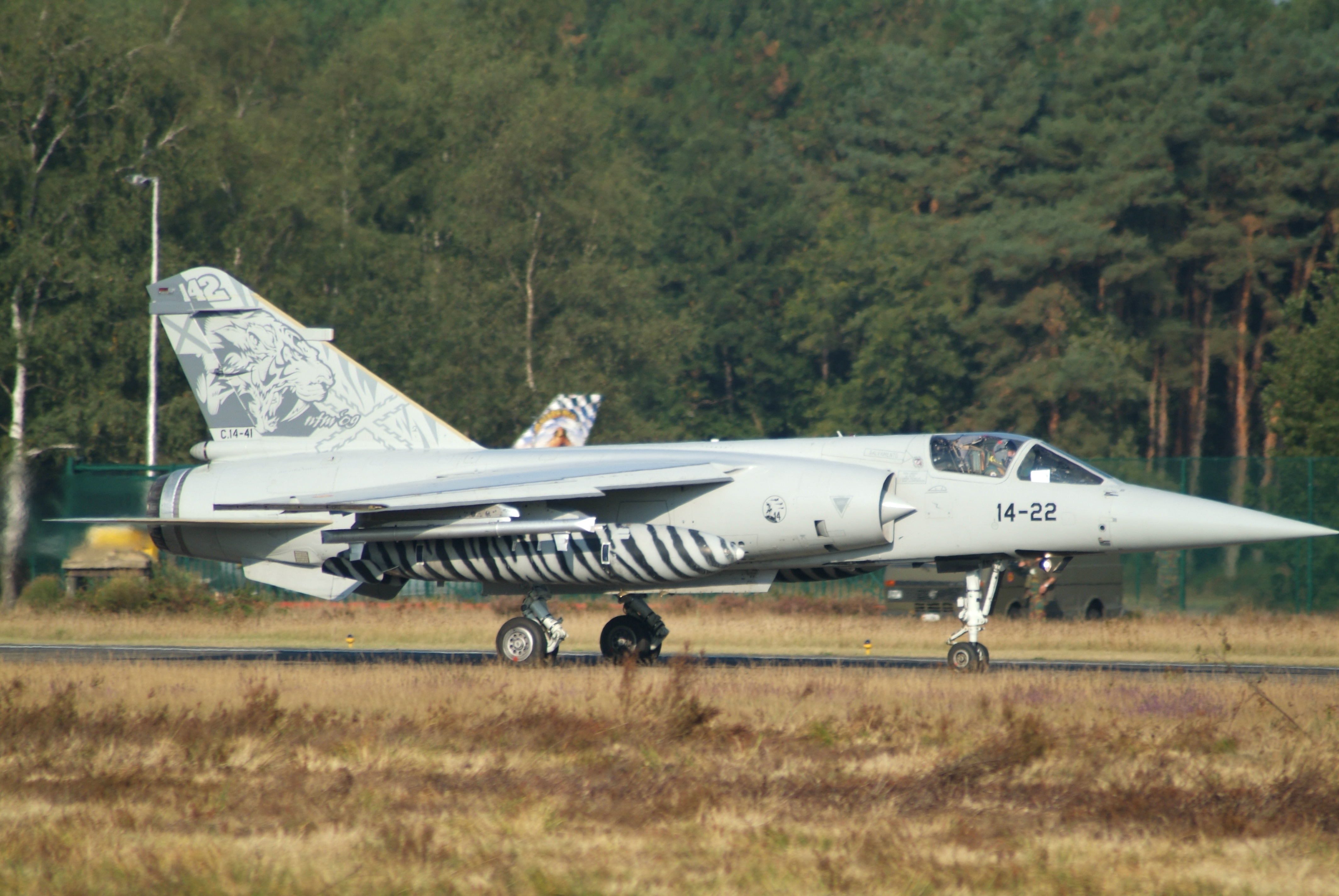
Un Mirage F1M dell'Ala 14, assegnato al Escuadrón 142, settembre 2009.

L'Ala 14 ha due squadroni con missioni molto diverse:
- Escuadrón 141 - Eurofighter Typhoon
- Escuadrón 142 - Eurofighter Typhoon

Entrambi gli squadroni sono colloquialmente soprannominati rispettivamente "perros" e "tigres", animali presenti sui loro stemmi.
Il 142ª squadrone dello stormo è membro a pieno titolo della NATO Tiger Community dal 1986, avendo da allora partecipato a numerosi Tiger Meets in tutto il mondo e avendone organizzati due fino ad oggi: nel 1992 e nel 2006.

## Aeromobili utilizzati
- Mirage F1
- Eurofighter Typhoon

## Incidenti

### Incidente UFO di Manises
Intorno alle ore 00:40 dell'11 novembre 1979, un Mirage F-1 dell'Ala 14 decollò per una missione scramble (allarme di intercettazione aerea) dalla base aerea di Los Llanos con l'obiettivo di identificare i presunti oggetti non identificati che stavano inseguendo un aereo commerciale, costringendolo a effettuare un atterraggio di emergenza in quello che è noto come l'incidente dell'UFO di Manises. Dopo un'ora e mezza di inseguimento, e per mancanza di carburante, il pilota dovette rientrare ad Albacete senza risultati.

### Incidenti aerei
Nel corso della sua storia operativa l'Ala 14 subì diversi incidenti aerei, alcuni dei quali mortali.
Il 29 gennaio 1986, un Mirage F-1 dello stormo si schiantò durante le manovre di avvicinamento alla base aerea di Los Llanos. Il pilota rimase ucciso nell'impatto al suolo.
Pochi anni dopo, il 5 luglio 1989, un altro Mirage F-1, in questo caso biposto, si schiantò a Chinchilla de Montearagón. Il pilota e il navigatore si eiettarono con successo. L'anno seguente, il 15 ottobre 1990, due Mirage F-1 si scontrarono in volo tra le province di Albacete e Cuenca. Uno dei due piloti perì a causa dell'impatto.

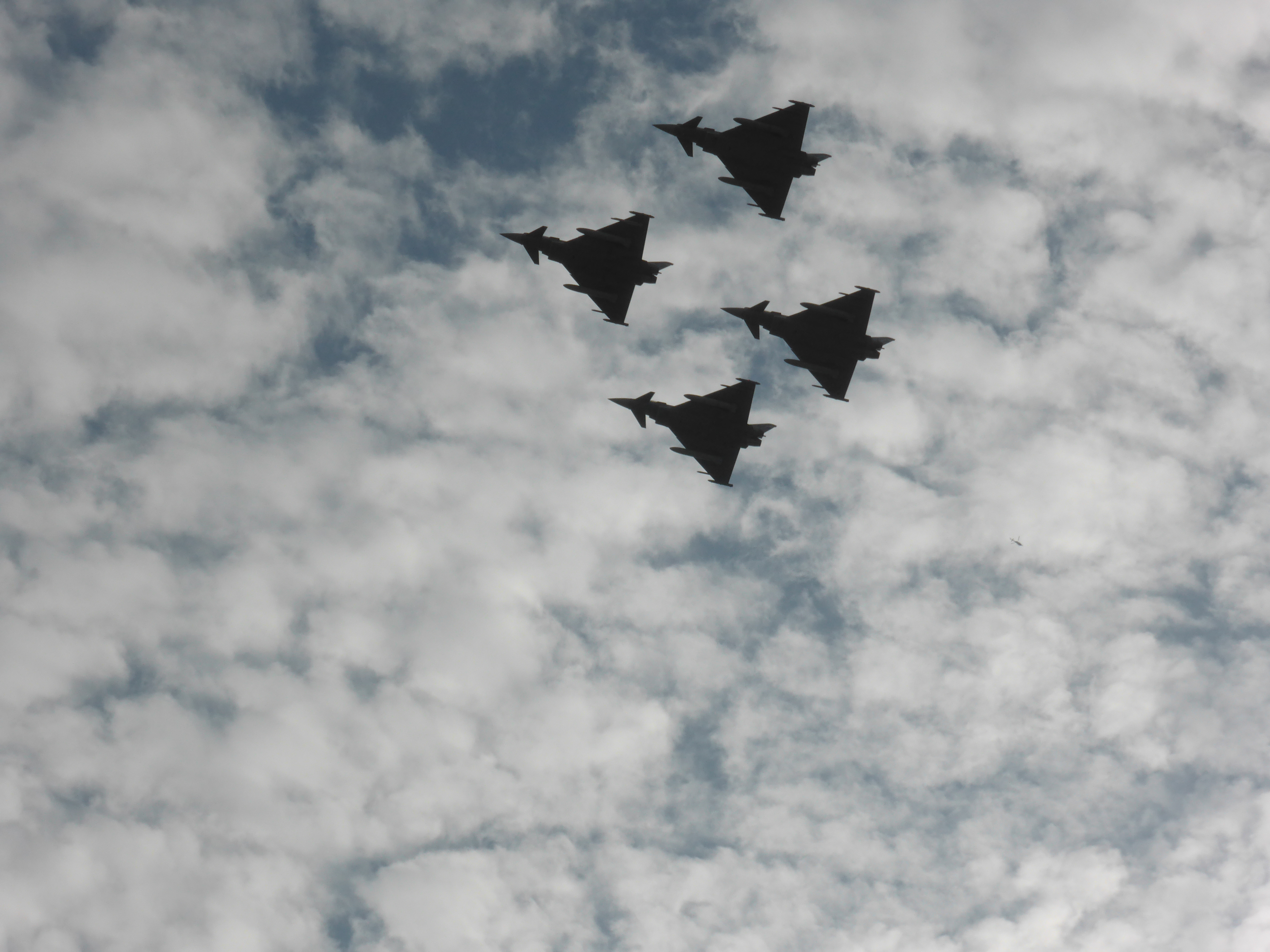
La formazione dei quattro Eurofighter coinvolta nell'incidente del 12 ottobre 2017.

Il 27 agosto 1991, un ulteriore Mirage F-1 si schiantò vicino alla base aerea di Los Llanos. Il pilota riuscì ad eiettarsi uscendone illeso. Quasi un anno dopo, il 20 luglio 1992, un altro caccia intercettore di produzione francese, si schiantò a dieci chilometri dalla base. Anche in questo caso il pilota riuscì ad eiettarsi uscendone illeso. Pochi mesi dopo, il 17 dicembre dello stesso anno un altro velivolo dell'Ala 14 si schiantò a Minaya, provocando la morte del pilota.
Il 4 maggio 2004 un Mirage F-1 si schiantò a Peñascosa. Ancora una volta il pilota rimase ucciso. 
Il 21 marzo 2006, un altro caccia intercettore di produzione francese del 14° stormo si schiantò nei pressi di La Roda, vicino all'autostrada. Il pilota si eiettò con successo, uscendone illeso.
Il 20 gennaio 2009, due Mirage F-1 in addestramento si scontrarono in volo nella provincia di Albacete. L'incidente provocò la morte di tre ufficiali.
Il 12 ottobre 2017, un Eurofighter Typhoon del 14º Stormo si schiantò dopo la manovra di dispersione di una formazione di 4 velivoli prima dell'atterraggio, al ritorno dalla parata aerea delle festività nazionali. Il pilota, Borja Aybar, rimase ucciso nell'impatto.